# Libye aux Jeux olympiques d'été de 2024
La Libye participe aux Jeux olympiques de 2024 à Paris en France. Il s'agit de sa 12e participation à des Jeux d'été.
Le rameur d'aviron Mohammed Bukrah et la nageuse Mek Almukhtar sont nommés porte-drapeaux de la délégation libyenne.

## Nombre d’athlètes qualifiés par sport
Voici la liste des qualifiés et sélectionnés par sport (remplaçants compris) :
| Sport         | Hommes | Femmes | Total |
| ------------- | ------ | ------ | ----- |
| Athlétisme    | 1      | 0      | 1     |
| Aviron        | 1      | 0      | 1     |
| Haltérophilie | 1      | 0      | 1     |
| Natation      | 1      | 1      | 2     |
| Tir           | 1      | 0      | 1     |
| Total         | 5      | 1      | 6     |

## Résultats

### Athlétisme

#### Hommes
| Athlètes      | Épreuve | Tour préliminaire | Tour préliminaire | Premier tour | Premier tour | Demi-finales | Demi-finales | Finale  | Finale  |
| Athlètes      | Épreuve | Temps             | Rang              | Temps        | Rang         | Temps        | Rang         | Temps   | Rang    |
| ------------- | ------- | ----------------- | ----------------- | ------------ | ------------ | ------------ | ------------ | ------- | ------- |
| Ahmed Essaibi | 100 m   | 11 s 89           | 44e               | Éliminé      | Éliminé      | Éliminé      | Éliminé      | Éliminé | Éliminé |

### Aviron
| Athlète        | Compétition | Série         | Série | Repêchage     | Repêchage | Quart de finale | Quart de finale | Demi-finale  | Demi-finale | Finale                 | Finale |
| Athlète        | Compétition | Temps         | Rang  | Temps         | Rang      | Temps           | Rang            | Temps        | Rang        | Temps                  | Rang   |
| -------------- | ----------- | ------------- | ----- | ------------- | --------- | --------------- | --------------- | ------------ | ----------- | ---------------------- | ------ |
| Mohamed Bukrah | Skiff       | 7 min 37 s 75 | 5e    | 7 min 45 s 55 | 5e        | Non disputé     | Non disputé     | 8 min 0 s 42 | 4e          | Finale F 7 min 28 s 90 | 31e    |

### Haltérophilie
| Athlète        | Compétition     | Arraché  | Arraché | Épaulé-jeté | Épaulé-jeté | Total | Rang |
| Athlète        | Compétition     | Résultat | Rang    | Résultat    | Rang        | Total | Rang |
| -------------- | --------------- | -------- | ------- | ----------- | ----------- | ----- | ---- |
| Ahmed Abuzriba | Moins de 102 kg | 164 kg   | DNF     | DNF         | DNF         | DNF   | DNF  |

### Natation
| Athlète         | Épreuve          | Séries  | Séries | Demi-finales | Demi-finales | Finale  | Finale  |
| Athlète         | Épreuve          | Temps   | Rang   | Temps        | Rang         | Temps   | Rang    |
| --------------- | ---------------- | ------- | ------ | ------------ | ------------ | ------- | ------- |
| Yousef Abubaker | 100 m nage libre | 56 s 19 | 75e    | Éliminé      | Éliminé      | Éliminé | Éliminé |

| Athlète           | Épreuve   | Séries        | Séries | Demi-finales | Demi-finales | Finale   | Finale   |
| Athlète           | Épreuve   | Temps         | Rang   | Temps        | Rang         | Temps    | Rang     |
| ----------------- | --------- | ------------- | ------ | ------------ | ------------ | -------- | -------- |
| Maleek Al-Mukhtar | 100 m dos | 1 min 10 s 99 | 36e    | Éliminée     | Éliminée     | Éliminée | Éliminée |

### Tir
| Tireurs             | Compétition                  | Qualification | Qualification | Finale  | Finale  |
| Tireurs             | Compétition                  | Points        | Rang          | Points  | Rang    |
| ------------------- | ---------------------------- | ------------- | ------------- | ------- | ------- |
| Mohammed Bin Dallah | Pistolet à 10 m air comprimé | 555           | 32e           | Éliminé | Éliminé |